# Pteralyxia
Pteralyxia är ett släkte av oleanderväxter. Pteralyxia ingår i familjen oleanderväxter.
Kladogram enligt Catalogue of Life:
| Pteralyxia | \| \| Pteralyxia kauaiensis \| \| \| \| \| \| Pteralyxia laurifolia \| \| \| \| \| \| Pteralyxia macrocarpa \| \| \| \| |
|            | \| \| Pteralyxia kauaiensis \| \| \| \| \| \| Pteralyxia laurifolia \| \| \| \| \| \| Pteralyxia macrocarpa \| \| \| \| |
|            | Pteralyxia kauaiensis                                                                                                   |
|            | |
|            | Pteralyxia laurifolia                                                                                                   |
|            | |
|            | Pteralyxia macrocarpa                                                                                                   |
|            | |